# Девино (Калужская область)
Куфтино— деревня в Медынском районе Калужской области, входит в  сельское поселение «Деревня Глухово». Располагается на востоке Медынского района
Стоит на берегах реки Нига. Рядом деревня Синявино.

## Население
| 2002 | 2010 |
| ---- | ---- |
| 2    | ↘0   |

## История
В 1782 году деревня Девкино на реке Онега, при селе Адуевское, принадлежала князю Александру Александровичу Урусову.
По данным на 1859 год Девкина — владельческое сельцо Медынского уезда, расположенное по правую сторону от Московско-Вашавского шоссе. В нём 25 дворов и 170 жителей.
После реформ 1861 года сельцо Девино вошло в Адуевскую волость. Население в 1892 году — 199 человек, в 1913 году — 294 человека.